# Rhinecanthus assasi
Espèce
Baliste picasso arabe
Le Baliste picasso arabe (Rhinecanthus assasi) est un poisson appartenant à la famille de Balistidae.